# Cozonac

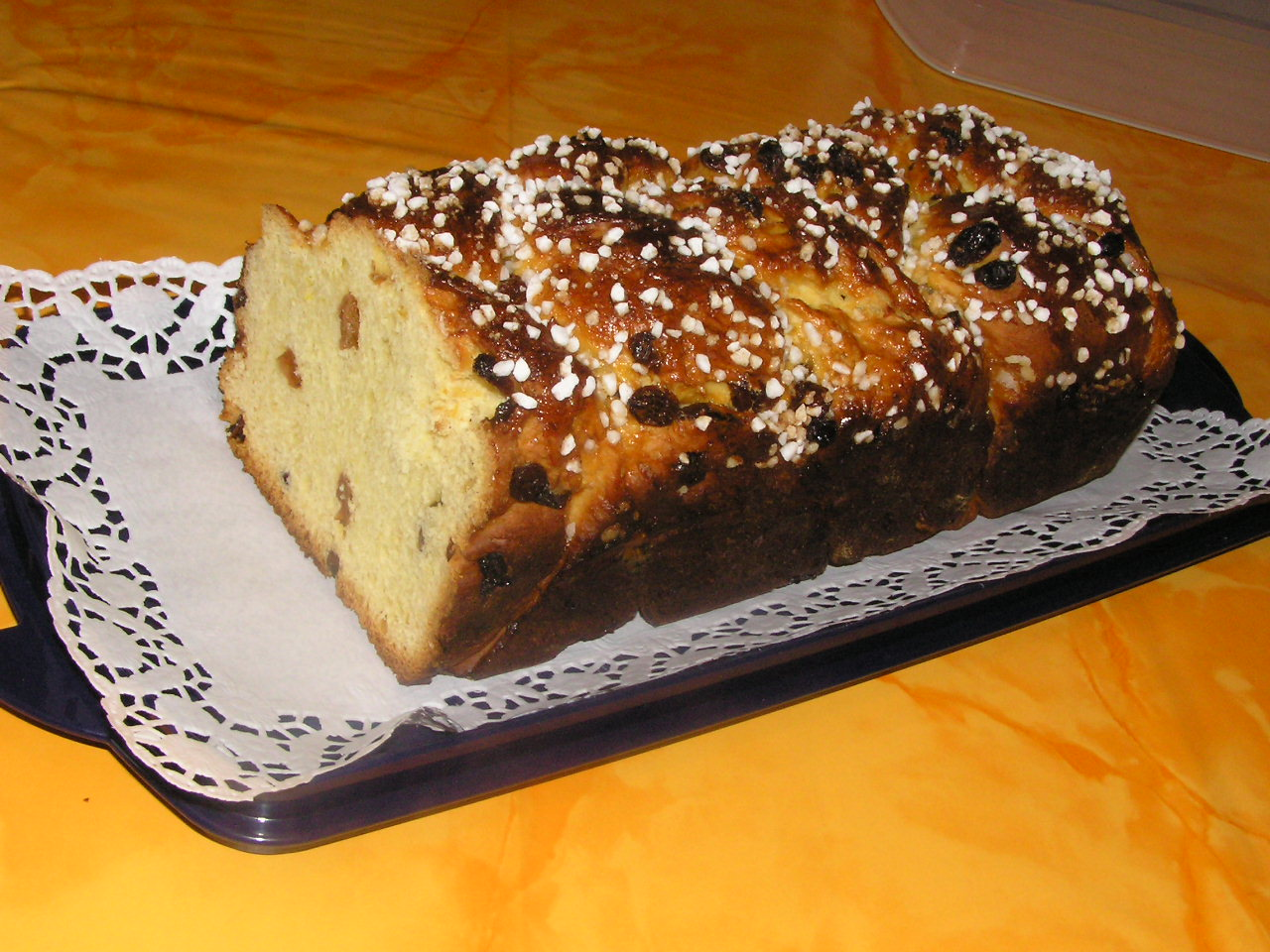
Cozonac con uvetta

Il cozonac (in bulgaro козунак, kozunak) è un dolce tipico della gastronomia rumena.

## Preparazione
I principali ingredienti sono farina, zucchero, uova, burro o olio di semi di girasole, latte, noci e generalmente si aromatizza con vaniglia. Normalmente è di grandi proporzioni ed ha un aspetto di rotolo con ripieno di noci e cacao, frutta secca, rahat, semi di papavero (mac). Viene lavorato a lungo con le mani, arrotolato o intrecciato inglobando il ripieno e cotto in stampi da plum cake (stampi a cassetta). È un dolce che viene preparato con molta cura, uno dei requisiti del successo è quello di togliere gli ingredienti dal frigo qualche ora prima e mantenere una temperatura costante durante la preparazione, la lievitazione e la cottura, evitando in questo arco di tempo persino di aprire finestre o porte che potrebbero provocare correnti d'aria.
Il cozonac viene spesso consumato durante le festività, fra cui la Pasqua.